# Croton penninervis
Espèce
Croton penninervis est une espèce de plantes à fleurs du genre Croton et de la famille des Euphorbiaceae, présente en Martinique.
Il a pour synonyme :
- Oxydectes penninervis, (Scheele) Kuntze